# 강월도
강월도(姜月道, 1936년 2월 22일~2002년 8월 21일)는 대한민국의 극작가, 시인, 철학 교수, 문학 평론가 겸 수필가였다.

## 생애
서울대학교 문리대 영문과 1학년 재학 중 중퇴 이후 도미, 미국 컬럼비아 대학교 대학원에서 철학박사 학위를 받았다. 1962년 뉴욕 오프 브로드웨이 《라마마 극장》에서 한국인 극작가 최초로 연극 《머리 사냥》을 공연했다. 1988년 귀국하여 한성대학교 철학과 교수로 재직하며 극작가 겸 시인으로 활동했다. 2000년부터 파킨슨병으로 투병하다 2002년 자살로 생을 마감했다.

## 약력

### 학력
- 서울경기고등학교 졸업(1954년)
- 서울대학교 문리과대학 영어영문학과 한 학기 수료 및 중퇴(1955년)
- 미국 인디애나 대학교 철학과 학사 및 동 대학원 철학 석사(BA)
- 미국 컬럼비아 대학교 대학원 철학박사(PhD)

### 주요 경력
- 한성대학교 철학과 교수(1988년 8월~2000년 8월)
- 서울대학교 국어국문학과 객원교수(1990년 8월~1991년 2월)

## 저서

### 시집《태양을 위한 환상》 (시집), 공동문화사, 1954[4]
- 《욕망, 그 가면극》 (시집), 일선기획, 1990
- 《육체의 대화》 (시집), 혜화당, 1994
- 《자유 변주곡》 (시집), 한국시문화회관, 1998
- 《사랑무한》 (시집), 늘봄, 1999
- 《마지막 유혹》 (시집), 우리글, 2001
- 《욕망과 희비극》 (시집), 우리글, 2001

### 희곡
- 《어쩐지 돌연변이》 (희곡), 도서출판 예나, 1988
- 《뻔데기전》 (희곡), 예니, 1990
- 《이승의 죄 - 뉴욕에 사는 차이나맨의 하루》 (희곡), 예니, 1991
- 《향연, 사랑의 신 에로스에게》 (희곡), 예니, 1993
- 《학이여, 노래하라》 (희곡), 꿈과 시, 1993년 10월호
- 《인조 인간》 (희곡), 예니, 1994
- 《바퀴벌레》 (희곡), 순수문학, 1994년 8월호
- 《박덩이 로맨스》 (희곡), 예니, 1995
- 《어제와 내일 사이에서》 (희곡), 예니, 1995
- 《문의 희비극》 (희곡), 예니, 1998

### 평론
- 《이성의 미학 축제》 (논평집), 한신문화사, 1992
- 《철학과 희비극》 (논평집), 현대미학사, 1996
- 《과학의 논리와 아름다운 생물의 미소》 (논평집), 서울스코프, 1998

### 수필
- 《Man's World》 (Philosophical Essays), Hanshin Publishing Co., 1997